# Franciscus Gomarus

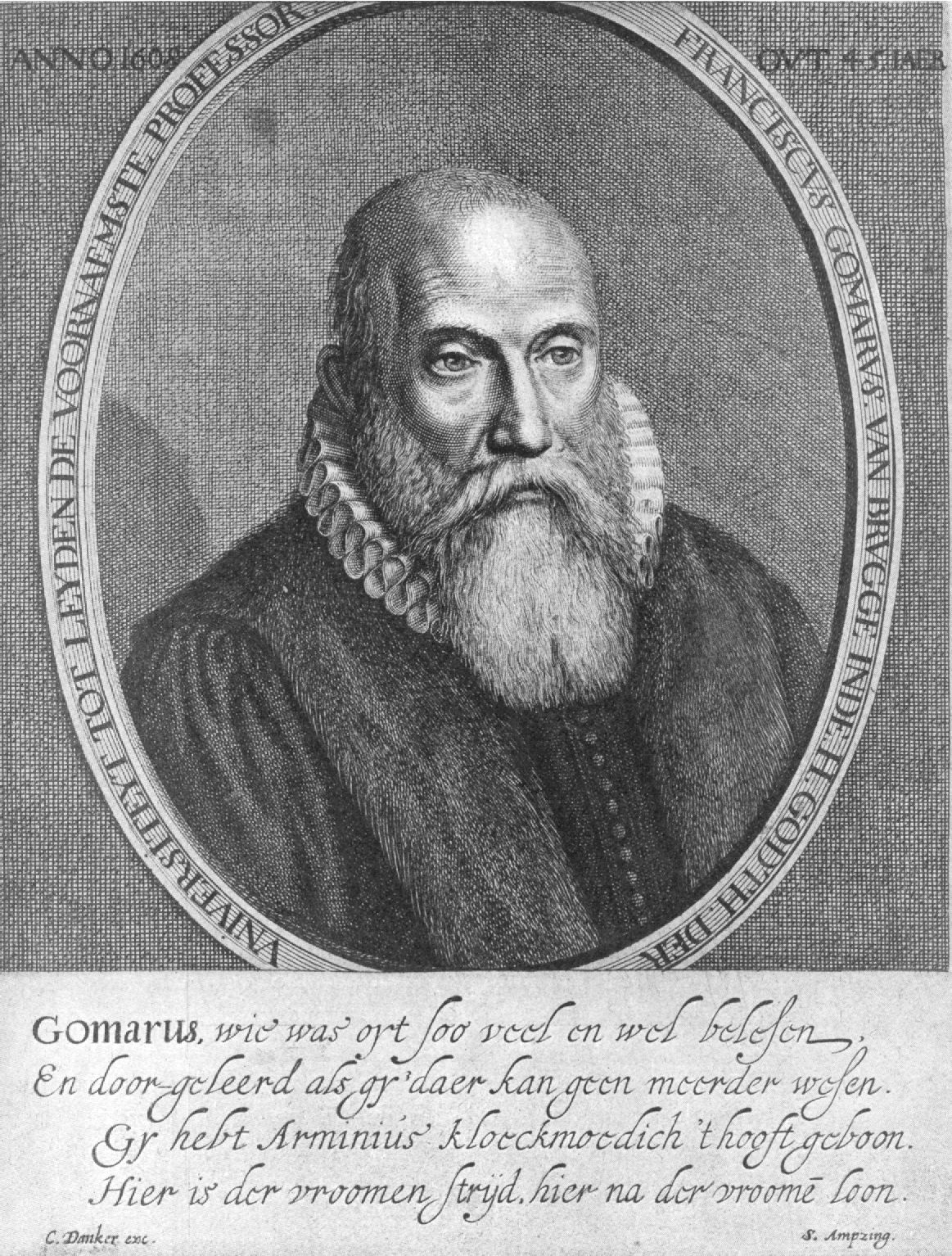
Franciscus Gomarus.

Franciscus Gomarus, François Gomaer, Franz Gomar o Francisco Gomar (Brujas, 30 de enero de 1563 - Groninga, 11 de enero de 1641) fue un teólogo y orientalista holandés, de estricto calvinismo, que se opuso a Jacobus Arminius, cuya condena consiguió en el Sínodo de Dort (1618-1619). Sus seguidores eran denominados gomaristas y sus doctrinas gomarismo; también han sido calificadas como escolástica protestante.
A sus habilidades intelectuales sumaba grandes dotes de polemista y fuertes convicciones que defendía con entusiasmo. Sus conocimientos de hebreo no le hacían simpatizar con los judíos. Más bien al contrario, era partidario de toda clase de restricciones para ellos.

## Formación
Sus padres, tras hacerse protestantes, emigraron al Palatinado en 1578 para profesar libremente su religión. Enviaron a su hijo Francisco a estudiar con Johann Sturm en Estrasburgo. Allí estuvo tres años, tras los que pasó a Neustadt para estudiar teología con los profesores que habían sido expulsados de la Universidad de Heidelberg por no adecuarse al luteranismo: Zacharius Ursinus (1534-1583), Hieronymus Zanchius (1560-1590) y Daniel Tossanus (1541-1602).
A finales de 1582 Francisco Gomarus se fue a Inglaterra, donde estudió en la Universidad de Oxford con John Rainolds (1549-1607) y en la Universidad de Cambridge con William Whitaker. Se graduó en Cambridge en 1584, tras lo que pasó a Heidelberg, donde se había restablecido la facultad. En Fráncfort ejerció como pastor de la Iglesia Reformada entre 1587 y 1593, un periodo en que la congregación fue dispersada por la persecución religiosa. En 1594 obtuvo plaza de profesor de teología en la Universidad de Leiden, antes de lo cual había sido investido como doctor en Heidelberg.

## La polémica entre arminianos y gomaristas
Ejerció discretamente la docencia en Leiden hasta 1603, cuando Jacobus Arminius ingresó en su misma facultad. Las enseñanzas de este nuevo profesor se oponían al concepto calvinista de la predestinación, y se formó en su entorno lo que comenzó a conocerse como una escuela arminiana (posteriormente —desde 1610— como remonstrantes). Franciscus Gomarus, cuyas opiniones (similares a las de Calvino o Beza) eran radicalmente opuestas a las de Arminius, identificaba las proposiciones arminianas esencialmente con la antigua doctrina herética del pelagianismo, mientras que por su parte Arminius encontraba las de Gomarus similares al maniqueísmo. 
Gomarus y Johannes Bogermann (1570-1637), quien posteriormente fue profesor de teología en Franeker, fueron los principales opositores de Arminius y pasaron a ser denominados contrarremonstrantes o gomaristas. La relación de ambas posiciones con los denominados 334infralapsarios y supralapsarios (relativas a la interpretación de la caída de Adán —lapsus—) es muy discutida en diversas fuentes.
Arminius y Gomarus se enzarzaron en una disputa en sendas sesiones de los Estados Generales de los Países Bajos de 1608. En las reuniones del año 1609 se enfrentaron cinco miembros de cada bando (incluido Gomarus). A la muerte de Arminius, que ocurrió poco después, Konrad Vorstius, arminiano, sucedió a este en su puesto universitario, pese a la fuerte oposición de los gomaristas. Gomarus, en protesta, dimitió de su puesto y pasó a Middleburg en 1611, donde ejerció como predicador de la Iglesia reformada, enseñando teología y hebreo en una institución recién creada, la Illustre Schule. Para sustituir a Gomarus en Leiden se eligió en 1612 al arminiano Simón Episcopius, lo que generó aún más protestas de los gomaristas.
En 1614 se le ofreció a Gomarus la cátedra de teología de la Academia de Saumur (una universidad hugonote en Francia), donde permaneció cuatro años, tras los que pasó a ejercer como profesor de teología y hebreo en Groninga hasta su muerte. Fue sucedido en 1643 por su alumno Samuel Maresius (1599-1673).
En 1618 Franciscus Gomarus tuvo un destacado papel en el Sínodo de Dort o Sínodo de Dordrecht, donde, apoyado por otros gomaristas como Bogermannn o Gisbertus Voetius, consiguió la condena de los arminianos o remonstrantes. Fue decisivo el apoyo que el estatúder Mauricio de Nassau mostró a los gomaristas, en el nuevo contexto político que condujo a la reanudación de la guerra contra la Monarquía Católica.

## Obras
Franciscus Gomarus revisó la traducción del Antiguo Testamento al holandés (1633).
En Lyra Davidis, publicada póstumamente (sic, según fuente citada —compárese con la edición original, de 1637—), explicaba los principios de la métrica hebrea. Suscitó alguna controversia, recibiendo críticas de Louis Cappel.
El conjunto de sus escritos se publicaron en un volumen en folio en Ámsterdam en 1645 (sic, según fuente citada —compárese con la edición original, de un año anterior según Google books—).

### Ediciones originales
- Historie vande Spaensche Inquisitie: Uutgestelt door exempelen, op datmen die te beter in dese laetste tijden vertaen mach, 1569
- Capitum argumentis et notas ad marginem (comentarios y notas) al Defensor Pacis de Marsilio de Padua, 1592
- Conciliatio doctrinae orthodoxae de providentia Dei, 1597
- Anticosterus: seu Enchiridii Controversiarum Praecipuarum Nostri Temporis De Religione, a Francisco Costero ... conscripti, Refutatio (refutación de Francisco Costero, teólogo jesuita),[5] 1599
- Francisci Gomari Proeve van M. P. Bertii Aenspraeck. Ter eeren der waerheydt, tot toutsinge van de geesten, die in de ware Religie, verandering soecken in te bringen, ende tot stichtinge der Gemeynte, uytgegeven ..., 1610
- Twee dispvtatien van de goddelijcke predestinatie, d'eene by doct. Franciscvs Gomarvs, d'ander by doct. Iacobvs Arminivs, beyde professoren inde Theologie tot Leyden, tot ondersoeck der waerheyt, ende oeffeninge der Ieucht, inde hooghe schole aldaer openbaerlijck voorghestelt int Iaer 1604, 1610
- Accoort Vande Recht-sinnige Leere der Voorsienicheyt Gods, 1613
- Investigatio sententiae et originis Sabbati, 1628
- Examen controversiarum de genealogia Christi, 1631
- Davidis lyra. Seu nova Hebraea S. Scripturae Ars Poetica, canonibus suis descripta, et exemplis sacris, et Pindari ac Sophoclis paralellis demonstrata, 1637
- Francisci Gomari Brugensis viri clariss. Opera theologica omnia, Joannes Janssonius, 1644

- ... Opera theologica omnia: maximam partem posthuma, suprema authoris voluntate a discipulis edita cum indicibus necesariis. Deus persiciet pro me. Secundis Curis emendatiora, Joannes Janssonius, 1664